# Колсон, Сидни
Сидни Жюстин Колсон (англ. Sydney Justine Colson; род. 6 августа 1989 года, Хьюстон, Техас, США) — американская профессиональная баскетболистка, которая выступает в женской национальной баскетбольной ассоциации за клуб «Индиана Фивер». Была выбрана на драфте ВНБА 2011 года во втором раунде под общим шестнадцатым номером командой «Нью-Йорк Либерти». Играет на позиции атакующего защитника.

## Ранние годы
Сидни Колсон родилась 6 августа 1989 года в городе Хьюстон (штат Техас) в семье Симми и Стефани Колсон, у неё есть брат, Симми, и сестра, Симона, училась она там же в средней школе Уэстсайд, в которой выступала за местную баскетбольную команду.